# Štěnovice
Štěnovice (en allemand : Stienowitz, également : Stenowitz) est une commune du district de Plzeň-Sud, dans la région de Plzeň, en République tchèque. Sa population s'élevait à 2 219 habitants en 2022.

## Géographie
Štěnovice est arrosée par la rivière Úhlava et se trouve à 8 km au sud-sud-est du centre de Plzeň et à 88 km à l'ouest-sud-ouest de Prague.
La commune est limitée par Plzeň au nord, par Losiná à l'est, par Štěnovický Borek et Čižice au sud et par Útušice à l'ouest.

## Histoire
La première mention écrite de la localité date de 1327.

## Patrimoine
- Abbaye Saint-Procope
- Château de Štěnovice

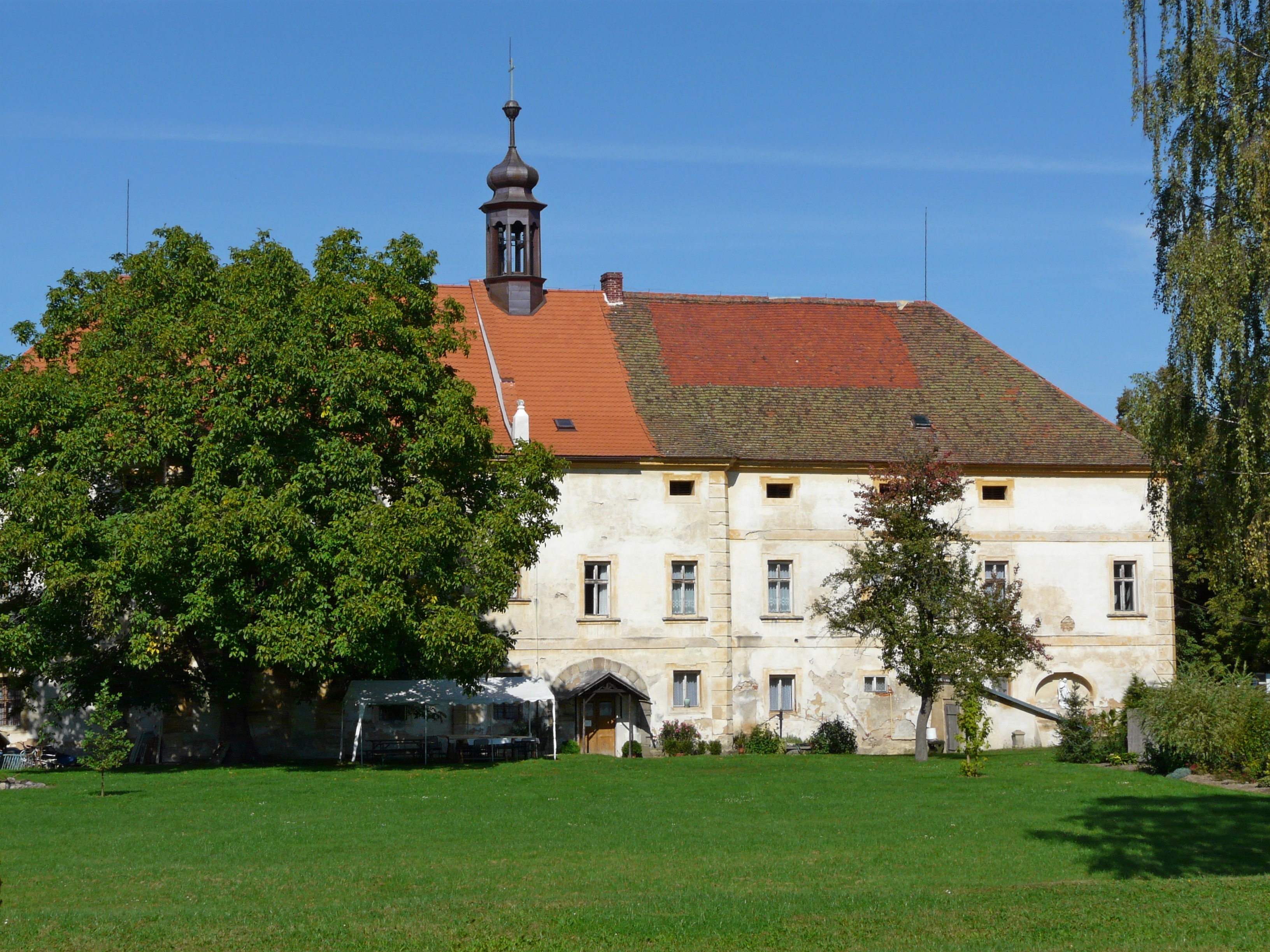
Abbaye de Štěnovice.
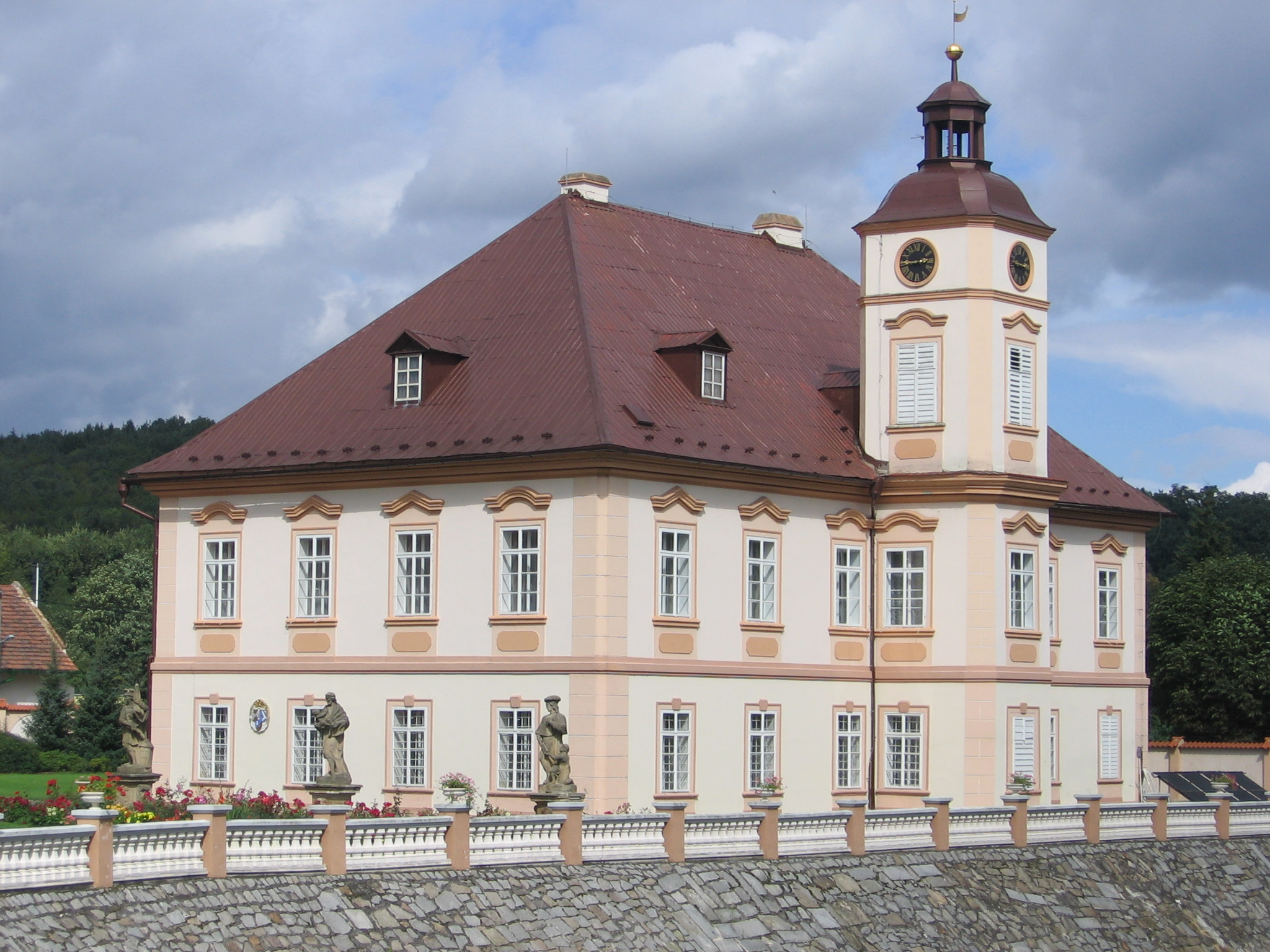
Château de Štěnovice.

## Transports
Par la route, Štěnovice se trouve à 11 km de Plzeň et à 96 km de Prague.
L'autoroute D5 traverse le nord de la commune d'est en ouest, dont une partie par le tunnel Valik, long de 450 m.

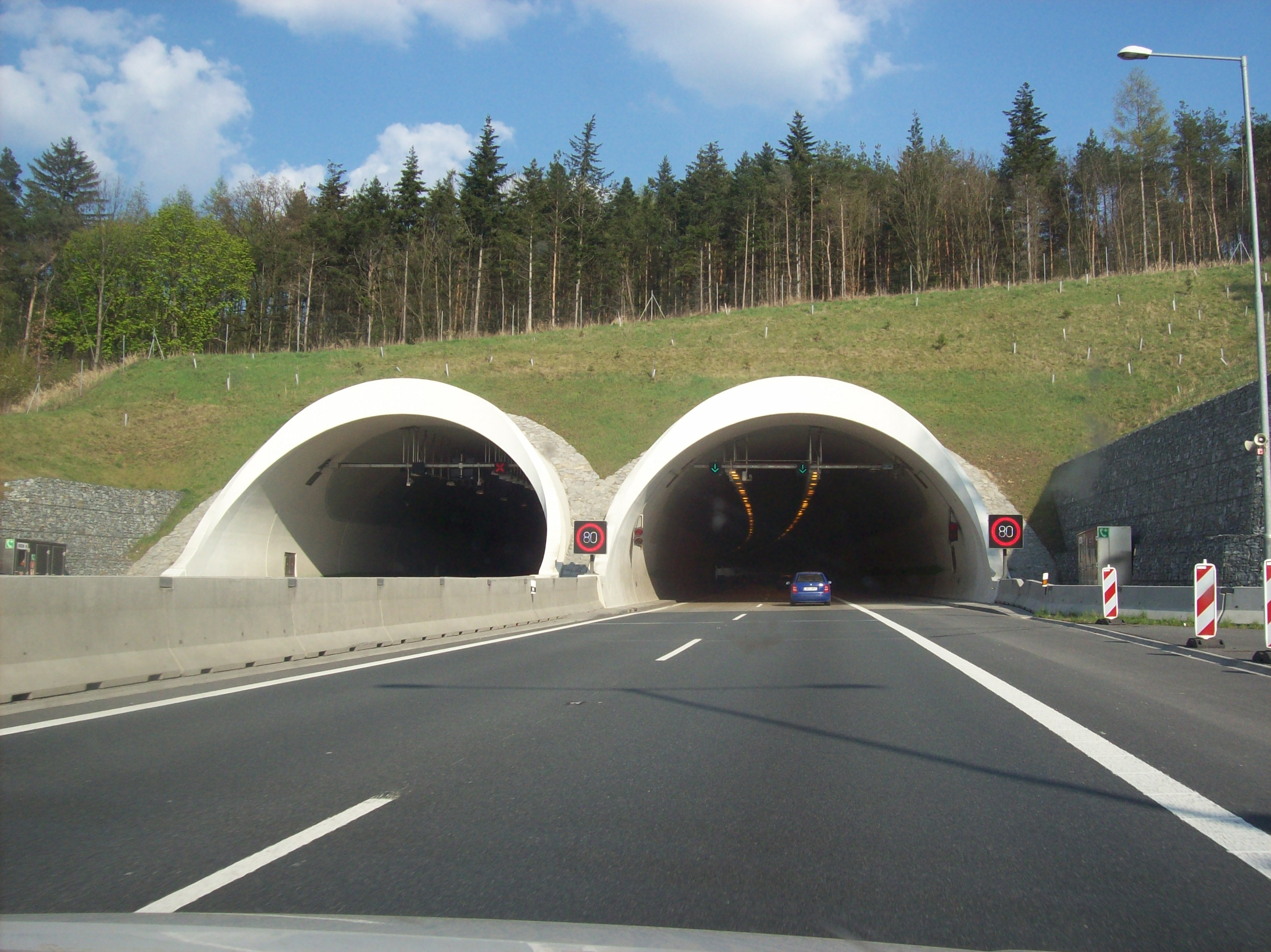
Entrée du tunnel Valík.
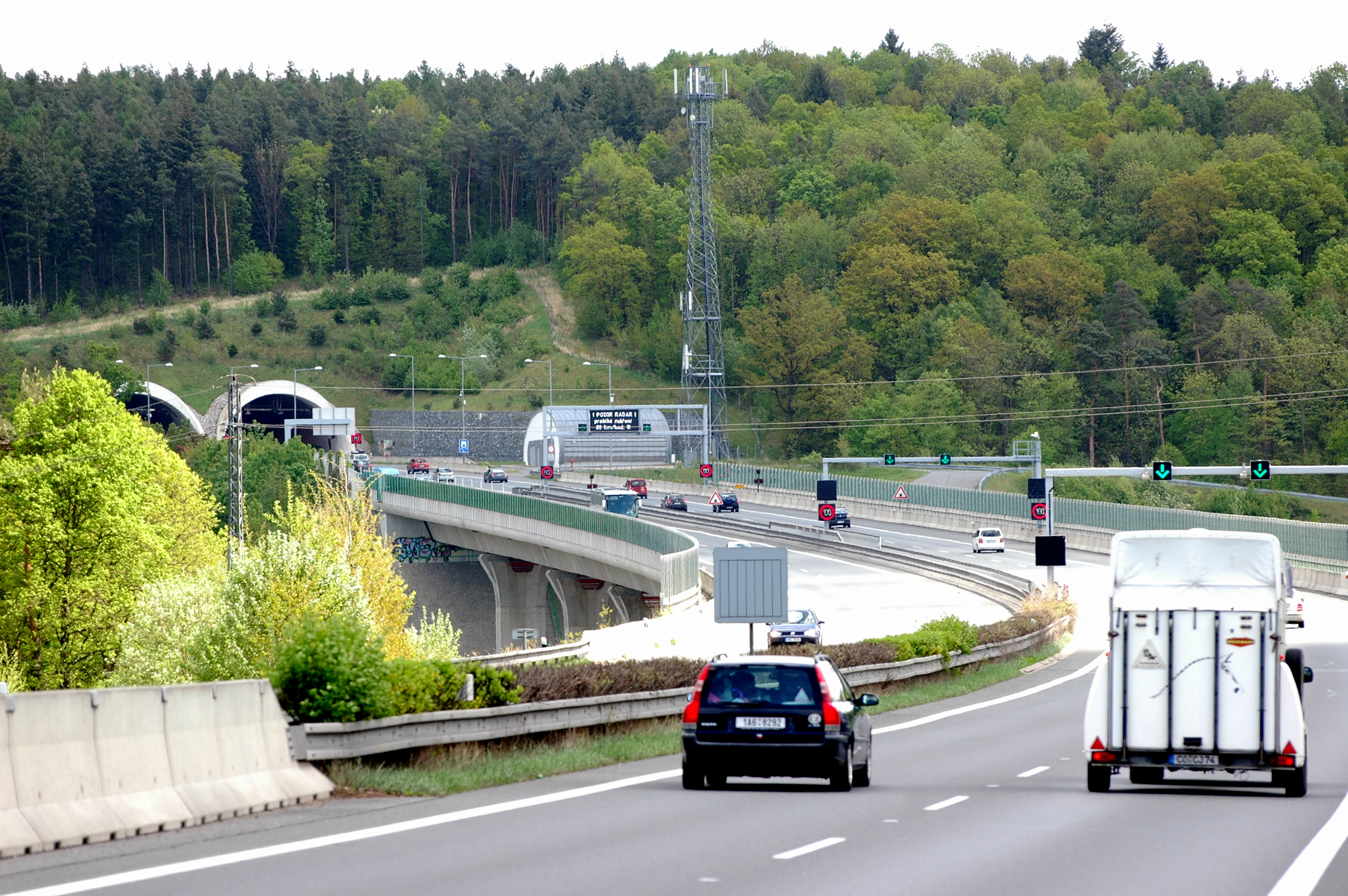
Autoroute D5.